# Чернов Павло Анатолійович
Павло Анатолійович Чернов (рос. Павел Анатольевич Чернов; 30 січня 1990, м. Новополоцьк, СРСР) — російський хокеїст, центральний нападник. Виступає за «Витязь» (Чехов) у Континентальній хокейній лізі.
Вихованець хокейної школи «Хімік-СКА» (Новополоцьк). Виступав за «Хімік»/«Атлант» (Митищі), «Титан» (Клин), «Митищінські Атланти», ХК «Рязань».
У складі молодіжної збірної Росії учасник чемпіонату світу 2009. У складі юніорської збірної Росії учасник чемпіонату світу 2008.
Досягнення
- Бронзовий призер молодіжного чемпіонату світу (2009)
- Срібний призер юніорського чемпіонату світу (2008).